# Gemas del Infinito
Las Gemas del Infinito son seis gemas que aparecen en Marvel Comics. Las seis gemas son mente, alma, espacio, poder, tiempo y realidad. En historias posteriores, cruces y otros medios, también se ha incluido una séptima gema. Las gemas han sido utilizadas por varios personajes en el Universo Marvel.
Estas gemas tienen consciencia propia y hubo un tiempo en el que pudieron usarse al unísono para hacer a su portador omnipotente y con control absoluto sobre todo el universo. En la continuidad actual, el Tribunal Viviente dictaminó que el uso simultáneo de las gemas era demasiado peligroso para la supervivencia del universo, anulando esa posibilidad.
Las gemas desempeñan un papel prominente en las primeras tres fases del universo cinematográfico de Marvel, donde se las conoce como las Gemas del Infinito.

## Historia
La primera gema fue la que apareció en la frente de Adam Warlock, se trataba de la gema del alma y le fue otorgada por el Alto Evolucionador para que derrotase al Hombre Bestia.
Más tarde, Thanos, con la intención de apagar la mitad de las estrellas, y frustrado por el desamor de La Muerte, fue el primero en utilizar las seis gemas del infinito al mismo tiempo. Finalmente, fue detenido por los Vengadores, Adam Warlock y el Capitán Marvel.
Después, los Eternos fueron las segundas entidades en utilizar las gemas al unísono. Conectaron las seis gemas a un dispositivo, para absorber la energía de la vida de Galactus y transferirlo a un planeta estéril, dándole vida. Sin embargo, su heraldo, Silver Surfer interfirió y destruyó la máquina, y las gemas se perdieron por un agujero negro.
Tras de la resurrección de Thanos, comenzó de nuevo la búsqueda de todas las Gemas del Infinito.

### Sagas
En ese momento, la gemas dieron a la editorial la oportunidad de establecer varios arcos, produciendo así varias sagas:
- El Guantelete del Infinito: Thanos obtiene las seis Gemas y se las pone en un guantelete. Obsesionado con la Muerte, a la que considera su amada, planea complacerla aniquilando la mitad del Universo. Los héroes de la Tierra junto con Adam Warlock, y otros héroes cósmicos se le oponen. En el enfrentamiento contra Thanos, Adam Warlock fue durante un breve momento el portador del Guantelete del Infinito. En lugar de renunciar a su poder, Warlock intentó demostrar que él sería una elección más apropiada para el poder de un "dios", eliminando de su ser todo Bien y Mal, para volverse absolutamente imparcial y neutral. Este hecho provocará las siguientes Sagas del Infinito.

- La Guerra del Infinito: La mitad malvada de Warlock, el Magus, toma forma y planea destruir la realidad. Las gemas, en poder de la Guardia del Infinito, son de nuevo reunidas para evitarlo. En una hábil jugada, el Magus roba el Guantelete mientras que Eternidad levanta el edicto del Tribunal Viviente para que las gemas puedan operar al unísono de nuevo. Los héroes, de nuevo, se opondrán a ello, pero tomarán a Warlock y la Guardia del Infinito como aliados del Magus.

- La Cruzada del Infinito: La mitad benévola de Warlock toma un aspecto femenino y se hace llamar La "diosa". Utiliza su poder para secuestrar a aquellos héroes y seres superpoderosos que tengan sentimiento religioso más o menos pronunciado. Los héroes restantes tendrán que luchar contra sus antiguos camaradas para detener los planes de la "diosa", que está almacenando los poderes de varios cubos o unidades cósmicas para provocar la destrucción del universo.

- Thanos; Epifanía: Un ser de otra dimensión hace creer a Galactus que si usa las Gemas del Infinito podrá saciar su hambre de planetas. Pero solo le da la entrada a ese ser a su realidad para devorarla. Fue detenido por Galactus y Thanos.

## Las Gemas
| Nombre   | Color original en cómics, videojuegos viejos, en Avengers Assemble (1972-2016) | Color en Marvel Legacy comic y en el MCU (2017 – presente) | Descripción | Poseedores conocidos |
| -------- | ------------------------------------------------------------------------------ | ---------------------------------------------------------- | --- | --- |
| ALMA     |                                                                                |                                                            | No se sabe realmente cómo funciona pero se cree que es la más peligrosa, que esta gema es consciente y se alimenta de almas. Permite al usuario robar, manipular o alterar las almas, vivas o muertas, además de robar habilidades de otros seres para añadirlas al portador. En los cómic Adam Warlock fue el custodio de esta gema durante muchos años, sintiéndose responsable de muchas de las almas que él mismo ha absorbido. Irónicamente, la gema es el portal a un idílico universo de bolsillo llamado Mundo-Gema. Con todo su potencial, la gema del alma otorga al usuario el control sobre toda la vida en el universo.                                                                 | High Evolutionary; Adam Warlock; Gardener; In-Betweener; Thanos; Nebula; Count Abyss; Rune; Gemini; Loki; Syphonn; Galactus; Doctor Strange; Magus; Ultron; Capitán América                                                                           |
| TIEMPO   |                                                                                |                                                            | Esta gema le da al portador un control total sobre el tiempo, incluyendo el viaje temporal. Desde el pasado primordial al distante futuro, cualquier periodo es accesible o visible con este poder, puede rebobinar el tiempo, esto permite al portador incluso usar el tiempo como arma, atrapando a sus enemigos e incluso mundos enteros en ciclos de tiempo sin fin. También puede hacer que aquellos cercanos envejezcan o rejuvenezcan. La gema del tiempo otorga al usuario la omnisciencia y control total del tiempo. En los cómics, Gamora, que no sabía cómo controlar la gema, experimentó ocasionales visiones de futuro.                                                               | Runner; Thanos; Nebula; Adam Warlock; Pip el Troll; Magus; Rune; Loki; Galactus; Iron Man; Hood; Namor; Black Panther; Wolverine; Black Widow; |
| ESPACIO  |                                                                                |                                                            | Permite al usuario viajar a cualquier parte del universo, aparecer en cualquier lugar (o en todos los lugares) generalmente por medio de portales, mover cualquier objeto, ser vivo a cualquier parte del universo, saltar por el espacio o rodearlo. Esta gema otorga al usuario la omnipresencia. | El Gran Maestro; Thanos; Nebula; Adam Warlock; Moondragon; Magus; Rune; Primevil; Loki; Galactus; Professor X; Hood; Ms. Marvel; Beast; Mr. Turk; Visión;                                                                                             |
| MENTE    |                                                                                |                                                            | El poseedor de esta gema ve sus poderes mentales incrementados, dar control mental sobre otros seres sin contradecir sus órdenes, puede acceder a los sueños de cualquier otro ser; en fin da todos los poderes psíquicos que existen al usuario. Usada conjuntamente con la Gema del Poder, es posible acceder a todas las mentes que existen en el universo al mismo tiempo. Esta gema también es la manifestación del subconsciente universal. | Dr Strange; El Coleccionista; Thanos; Nebula; Adam Warlock; Rune; Night Man; Loki; Galactus; Black Bolt; Hood; Iron Man; Black Widow; Visión; Carol Danvers;                                                                                          |
| REALIDAD |                                                                                |                                                            | Quizás la gema más poderosa y la más difícil de utilizar. Concede al portador sus deseos, aunque estos sean una contradicción de las leyes físicas y hacer cosas que normalmente serían imposibles tratándose de magia, alquimia, transformar objetos inertes en vivos y viceversa, crear cualquier tipo de realidad alternativa que el usuario desee, también puede crear ilusiones del lugar donde esta el usuario, tan reales que nadie puede saber si son un truco o no. Si no se considera bien el deseo, puede terminar en desastre. Con todo su potencial, cuando está respaldado por las otras gemas, la gema de la realidad permite al usuario alterar la realidad en una escala universal. | Gardener; Thanos; Nebula; Adam Warlock; Gamora; Doctor Strange; Maxam; Magus; Rune; Hardcase; Loki; Galactus; Namor; Thor; Mr. Fantástico; Iron Man; Black Widow; Kl'rt;                                                                              |
| PODER    |                                                                                |                                                            | Contiene una comunicación con todo el poder, la fuerza y la energía que alguna vez ha existido o existirá, dándole al portador imitaciones de estos poderes. Aumenta los poderes de las otras Gemas del Infinito. Permite al portador mejorar cualquier habilidad y superpoder que tenga volviéndose invencible. Con todo su potencial, la gema de poder otorga al usuario la omnipotencia. | El Campeón del Universo; Thanos; Nebula; Adam Warlock; Drax el Destructor; Thor; Ironman; Hulk; Blackheart; Magus; Rune; Lord Pumpkin; Loki; Galactus; She-Hulk; Titania; Mr. Fantástico; Hood; Red Hulk; Xiambor; Namor; The Juggernaut; Nova Corps; |

### Gema del Alma
Es la Gema más famosa de todas. Es llevada en la frente por Adam Warlock, cuando el Gran Evolucionador se la implanta. En el reparto, la gema se la queda Warlock. Sus poderes son la capacidad de absorber las almas de seres vivos o muertos. Estas almas, residen dentro de la gema, donde hay un paraíso. Lo único malo es que la gema se intenta adueñar de la personalidad del que usa la gema y puede convertirse en malvado si las almas que el portador absorbe son malvadas. Puede usar las habilidades de las almas atrapadas, además de controlar y manipular las almas de los seres tanto vivos como muertos.
Poseedores
Gran Evolucionador, Visión, El Intermediario, Adam Warlock, Thanos de Titán, Magus, y por último Galactus.

#### Mundo-Gema
Dentro de la Gema del Alma, existe una dimensión de bolsillo. Esta dimensión es un lugar paradisíaco, con verdes praderas y cielo azul. Aquí van las almas de los que son absorbidos encuentran un reposo. Si la Gema del Alma absorbe un alma malvada, esta se adapta y se vuelve benévola, a cambio de que el portador de la gema, si es benévolo,se volverá malévolo. Corrompiendo al portador.
Existen varios personajes que han estado aquí. Estos son:
- Adam Warlock
- Pip el Troll
- Gamora
- Magus
- Guerrero

Solamente han escapado de la dimensión de bolsillo Adam Warlock, Gamora y Pip el Troll durante el Guantelete del Infinito, al sentir el peligro. Aquí Adam creó una sociedad, donde él era el líder espiritual.
La única persona no alma que está es el Magus, ya que es una parte de Warlock y no un alma en sí. No es oído ni visto por las demás almas, así que entró en una profunda depresión.

### Gema del Espacio
La Gema del Espacio permite al portador tener control sobre el espacio y hacer viajes espaciales.
Esto dota al portador de viajar a través del espacio, pero no del tiempo, por lo que es necesaria la Gema-Tiempo para hacer viajes espacio-temporales. La gema permite además que el portador viaje a través del espacio con un objeto o persona en contacto con él.
Un efecto extraño es que Pip el Troll, el Guardián del Infinito designado a guardarla, al no tenerla siguió guardando ese poder, pudiendo viajar a través del espacio, llevar a alguien y obtuvo la capacidad de viajar a un sitio en el que hubiera estado su acompañante con que este solo lo recuerde.
Poseedores
El Corredor, Thanos, Nebula, Adam Warlock, Rune, Pip el Troll, Magus, Loki, Galactus y los Illuminatis (Rayo Negro).

### Gema de la Mente
La Gema de la Mente tiene el poder para aumentar hasta límites insospechados las capacidades psíquicas, pudiendo lanzar grandes ataques o rayos psíquicos o leer mentes sin apenas defensas psíquicas o aumentar las propias. Además, todo lo que piensan los habitantes del universo lo puede escuchar el portador de la gema. Esta gema le fue dada a Dragón Lunar, dadas sus facultades psíquicas.
Poseedores
El Gran Maestro, Thanos, Nébula, Adam Warlock, Dragón Lunar, Magus, Galactus y los Illuminati (Charles Xavier).

### Gema de la Realidad
La Gema de la Realidad es la gema más poderosa y la más peligrosa si se usa incorrectamente. Esta gema tiene el poder de moldear la realidad, concediendo deseos materiales, yendo en contra de las leyes físicas. La gema fue dada por Adam Warlock en secreto a Thanos de Titán, haciendo cierto el rumor de que existía un guardián secreto. Además, esta gema fue duplicada para engañar a Magus al obtener el Guantelete del Infinito..
Si la gema es usada incorrectamente, solo puede ser detenida por las gemas alma, poder y espacio.
Poseedores
El Coleccionista, Thanos, Nebula, Adam Warlock, Rune, Magus, Loki, Galactus y los Illuminati (Iron Man).

### Gema del Tiempo
La Gema del Tiempo puede dar a su portador la habilidad de controlar el tiempo. Esto da lugar a la creación de portales temporales por los que pueden entrar personas y perderse en el tiempo, puede retroceder o adelantar el tiempo o repeler algunos ataques, tanto físicos volviendo atrás en el tiempo y evitándolos como temporales, como un intento de perderte en el tiempo, como intentó Cronos contra Thanos en el Guantelete del Infinito, aunque esta solo hace viajar en el tiempo y es necesaria la Gema-Espacio para hacer viajes espacio-temporales.
Tras vencer a Thanos, Adam Warlock le dio a Gamora la Gema del Tiempo.
Poseedores
El Jardinero, Thanos, Nebula, Adam Warlock, Rune, Gamora, Viuda Negra, Magus, Loki, Galactus, Dr. Strange, y los Illuminati (Mr. Fantástico).

### Gema del Poder
La Gema del Poder es una gema que da a su portador la capacidad de poseer cualquier habilidad sobrehumana, aumentar su resistencia y fuerza física y de controlar mucha energía y lanzarla como rayos o ráfagas.
Esta gema le fue dada a Drax, que se la tragó y para volver a crear el guantelete solo la escupió cuando Gamora le dio una certera patada en el estómago.
Poseedores
El Campeón del Universo, Thanos, Nébula, Adam Warlock, Rune, Drax el Destructor, Loki, Titania, Galactus y los Illuminati (Namor).

### Otras
Otras gemas han aparecido en medios y universos alternativos fuera del Universo Marvel:
Gema del Ego
Esta séptima gema, de poder desconocido, conocida como la del Ego, tiene la conciencia del Némesis. Permite a las demás obrar independientemente por lo que se reencarnaron en un ser llamado Némesis que destruyó y recreó el universo como una amalgama de realidades alternativas. Esta séptima y última gema es de color blanco, parece contener la conciencia del antiguo ser todopoderoso. Esta gema da a las otras 6 gemas la capacidad de poder actuar independientemente, y seguir con su cometido original, crear universos. Esta última se perdió tras el conflicto de los Vengadores con Ultraforce.
Gema del Ritmo
En el universo de Marvel Super Hero Squad y los medios relacionados, existe una séptima "Gema de Ritmo". La adquisición de Gemas Infinitas es el foco principal de la segunda temporada de The Super Hero Squad Show, así como el Marvel Super Hero Squad: el videojuego Infinity Gauntlet. La gema del ritmo se reveló para ser una estratagema hecha por Loki.

## En otros medios

### Televisión
- Las Gemas del Infinito aparecen en la segunda temporada de The Super Hero Squad Show, obtenidas por Thanos y luego Silver Surfer, al convertirse en Dark Surfer.
- Las Gemas del Infinito aparecen en la segunda temporada de Avengers Assemble, cuando los Vengadores reúnen las Gemas, y Thanos las obtiene, luego de que Ultron las drenara para él mismo. En esta serie, solo hay cinco gemas infinitas y la gema del alma no está presente ni es mencionada por ningún personaje en la serie.
- Desde los eventos de Endgame, las gemas continúan desempeñando papeles minimizados. En el penúltimo episodio de WandaVision, se muestra el momento de la experimentación de Hydra con la Gema de la Mente en Wanda; su exposición a ella se aprovechó de su magia innata e hizo que esas habilidades fueran aún más poderosas. Mientras que en el primer episodio de Loki, se muestra que mientras Loki intenta recuperar la Gema del Espacio, descubre que la Autoridad de Variación Temporal posee algunas variantes de las Gemas del Infinito, cuyos poderes son ineficaces en la realidad de TVA.
- Así mismo, en la serie animada What If...? se representan versiones alternativas de esas gemas. Especialmente en el octavo episodio, Ultron, transferido al cuerpo de Visión, mata a Thanos, le quita las 5 gemas que ya tenía recolectadas, sumando aparte la de la mente que ya poseía, y se prepara para destruir todo el universo.

### Cine
Las Gemas del Infinito son significativas en el Universo cinematográfico de Marvel, desempeñando papeles importantes en varias películas. El director James Gunn creó la historia de fondo para las Gemas. En la película Guardianes de la Galaxia, donde el Coleccionista explica que son seis singularidades que existían antes del Big Bang, que se comprimieron en gemas después de que el universo comenzó y se dispersaron por todo el cosmos. En la película Avengers: Infinity War, Wong y el Doctor Strange explican esto a Tony Stark que cada gema encarna y controla un aspecto esencial de la existencia.
Una vez reunidas, Thanos chasqueó los dedos aniquilando a la mitad del universo:
- Víctimas: Bucky Barnes, Falcon, Pantera Negra, Groot, Bruja Escarlata, Mantis, Drax el Destructor, Star-Lord, Doctor Strange, Spider-Man, Nick Fury, Maria Hill, Janet Van Dyne, Henry Pym, Hope Pym, Shuri, Lady Sif, Laura Barton y sus hijos, Erik Selvig, Betty Brant, la mitad del universo. Loki, Gamora y Visión fueron asesinados antes.
- Supervivientes: Iron Man, Thor, Hulk, Capitán América, Black Widow, Hawkeye, Máquina de Guerra, Rocket Raccoon, Nebula, Okoye, M'Baku, Ant-Man, Valquiria, Capitana Marvel, Pepper Potts, Cassie Lang, Korg, Miek, la otra mitad del universo.

En la película Avengers: Endgame, Los Vengadores buscan las gemas, viajando por el tiempo, para deshacer el "chasquido" de Thanos.
La aparición de estas gemas dentro del UCM es la siguiente:
| Película \ Gema                            | Espacio (Teseracto) | Mente (Cetro) | Realidad (Éter) | Tiempo (Ojo de Agamotto) | Poder (Orbe) | Alma |
| ------------------------------------------ | --- | --- | --- | --- | --- | --- |
| Thor (2011)                                | Aparece brevemente (post-créditos). | | | | | |
| Capitán América: el primer vengador (2011) | Es usado por Johann Schmidt (Red Skull) para dar más poder al armamento de HYDRA. Al final, Schmidt, se desvanece al tocarlo. | | | | | |
| The Avengers (2012)                        | Loki lo utiliza para transportar al ejército Chitauri a Nueva York. Tras la derrota, es devuelta a la bóveda de Odín, en Asgard, para su custodia.                                                                                                  | Thanos le da el cetro a Loki, y es usado para intentar conquistar la Tierra. | | | | |
| Thor: The Dark World (2013)                | | | Bor contiene el Éter dentro de una columna de piedra. Jane se convierte en recipiente del Éter y es trasladada a Asgard. En Svartalfheim Loki parece traicionar a Thor, y Malekith saca el Éter de Jane. Ya en la Tierra, Thor derrota a Malekith y recupera en Éter. Volstagg y Sif le piden a El Coleccionista que cuide del Éter (post-créditos). | | | |
| Captain America: The Winter Soldier (2014) | | El cetro aparece en manos del líder de HYDRA, el Barón Strucker, en Sokovia (post-créditos). | | | | |
| Guardianes de la Galaxia (2014)            | | | | | Star-Lord roba la esfera del planeta Morag. Tras escapar intenta venderlo en Xandar, donde Gamora se lo roba. Después Ronan se hace con el Orbe, con la ayuda de Yondu, pero en la batalla final Ronan es destruido por el poder de la gema y de Los Guardianes de la Galaxia. Finalmente, confían la gema a los Nova Corps para su custodia. | |
| Avengers: Age of Ultron (2015)             | | Los Vengadores atacan la fortaleza de HYDRA, para recuperar el Cetro. Ya en su base, Banner y Stark, descubren una inteligencia artificial dentro del cetro, y crean el programa Ultron, que les ataca y se hace con el Cetro. Ultron crea un cuerpo bio-artificial con la gema, donde luego incluirán la consciencia de J.A.R.V.I.S., creando así a Visión. | | | | |
| Capitán América: Civil War (2016)          | | Visión es parte del grupo de Iron Man durante la Civil War. | | | | |
| Doctor Strange (2016)                      | | | | Agamotto, el primer hechicero de la Tierra, encierra la gema en el Ojo de Agamotto. Dr Strange, aprende a usar su poder para salvar al mundo de Dormammu. Al final, el Ojo es custodiado por "Los Maestros de las Artes Místicas" en Nepal. | | |
| Thor: Ragnarok (2017)                      | Aparece brevemente, mientras Loki va en busca de la corona de Surtur. | | | | | |
| Avengers: Infinity War (2018)              | Thanos le quita el Teseracto a Loki, tras abordar la nave proveniente de Asgard. | Durante la lucha en Wakanda, Thanos extrae la gema del cuerpo de Visión. | Thanos se hace con esta gema, quitándosela a El Coleccionista en Knowhere. | Tras la lucha en Titán, Dr. Strange le cede la gema a Thanos a cambio de la vida de Tony Stark. | Thanos aparece con esta gema en su poder. (Se supone arrebatada a los Nova Corps en el planeta Xandar). | En el planeta Vormir, Thanos sacrifica a Gamora para conseguir la gema. |
| Capitana Marvel (2019)                     | Es la fuente de energía principal del Proyecto Pegasus y de la investigación de la Dra. Wendy Lawson, que finalmente es tragado por Goose, y expulsado en la escena poscréditos.                                                                    | | | | | |
| Avengers: Endgame (2019)                   | Los Vengadores viajan en el tiempo, en 2012 en busca del Teseracto, Tony y Scott casi lo obtienen, pero fallan y el cubo llega a manos de Loki que huye. Así que viajan aún más atrás, a 1970, para obtenerlo en un cuartel secreto de S.H.I.E.L.D. | Steve Rogers también va a Nueva York en 2012 a obtener el cetro de Loki, antes de que agentes dobles de S.H.I.E.L.D. se lo llevaran después de la batalla. | Thor y Rocket viajan a Asgard en 2013 para tomar el Etér del cuerpo de Jane Foster. | También en 2012, Banner/Hulk toma prestado de Ancestral el Ojo de Agamotto. | Rhodes y Nebula viajan a Morag en 2014 por el Orbe antes de que Star-Lord lo encontrase. | En el planeta Vormir en 2014, Ronin y Natasha pelean por ver quien se sacrifica para obtener la gema. Finalmente La Viuda Negra cae y muere, por lo que Clint obtiene la gema. |

Durante la Comic-Con de San Diego de 2010, Marvel presentó el Guantelete del Infinito en el piso de exhibición. El Guantelete del Infinito aparece brevemente en la película Thor, en la bóveda de Odín. En la escena poscréditos de Avengers: Age of Ultron, Thanos es visto llevando el guante al obtenerlo. Durante Thor: Ragnarok, Hela dice que el guantelete de la bóveda de Odín es falso. Más tarde, en Avengers: Infinity War, se conoce que Eitri construyó el Guantelete, cuando Thanos forzó sus servicios antes de paralizar sus manos para evitar que creara otra cosa. En Avengers: Endgame, después de que Thanos destruya las Gemas, los Vengadores crean un nuevo guante y reúnen las Gemas del Infinito que se obtienen al viajar en el tiempo para deshacer las acciones de Thanos en Infinity War y destruirlo a él y a su ejército.

### Videojuegos
- Las Gemas del Infinito se presentan en los videojuegos Marvel Super Heroes: War of the Gems (basado en la saga "Infinity Gauntlet") y Marvel Super Heroes.[6][7]
- En Marvel vs. Capcom 2: New Age of Heroes, Thanos usa Poder, Alma, Realidad y Espacio para sus Supers.
- Las Gemas del Infinito, incluida la Espada del Infinito, aparecen como parte del juego Marvel Super Hero Squad: The Infinity Gauntlet.[8]
- Las Gemas del Infinito juegan un papel importante en el juego de lucha Marvel vs. Capcom: Infinite. Durante el juego, el uso de una piedra Infinita otorgará a los personajes de los jugadores una mejora específica basada en la piedra que se está utilizando.[9][10] En la historia del juego, Ultron y Sigma usan dos de las piedras para convertirse en "Ultrón Sigma" y fusionar los mundos en uno bajo su control, y los héroes deben recuperar las otras cuatro piedras para detenerlos.[11] Las Piedras Infinitas en el juego usan el esquema de nombres y colores de las Piedras del Universo Cinematográfico de Marvel en lugar del esquema de nombres y colores de las Gemas Infinitas de los videojuegos Marvel anteriores. La Edición del Coleccionista del juego viene con una réplica de los Infinity Stones alojados en una pequeña caja con una pantalla LED.
- De enero a agosto de 2012, Wizkids presentó el programa Guantelete del Infinito en las tiendas que organizan torneos de HeroClix. Se lanzó un accesorio Guantelete del Infinito, seguido de una Gema diferente cada mes. Cada gema se puede agregar al guantelete, lo que aumenta su poder en el juego. Las Gemas se pueden mostrar en un soporte que viene con el Guantelete o en cada Anciano que Thanos encontró en la historia Thanos Quest.[12]
- Replica Guanteletes del Infinito se entregaron como trofeos en Ultimate Fighting Game Tournament 8, un torneo Road to Evo 2012.[13]
- En un vínculo con la película Avengers: Infinity War, Marvel y Epic Games anunciaron el modo "Infinity Gauntlet Limited Time Mashup" para Fortnite Battle Royale, donde los jugadores pueden encontrar el Guantelete del Infinito oculto en el mapa del juego y convertirse en Thanos con habilidades adicionales.[14]

### Pastiches y parodias de la gemas
- En el capítulo "viaje a la realidad" de la serie Danny Phantom existen unas gemas a las que se les llaman "Gemas de la realidad", que son: la gema de la vida, la gema de la forma, la gema de la fantasía y una gema que da energía a las otras tres y al guante de la realidad, permitiendo tener efectos similares al guantelete del infinito.
- Existen piedras preciosas mágicas del argumento de los videojuegos de Sonic the Hedgehog, con forma de diamante y de diferentes colores. Hay un total de 7 las cuales son conocidas como Esmeraldas caos que el jugador puede reunir dándole poderes especiales en el juego.
- En la serie Sofia the First, la Princesa Sofía tiene una joya que se llama el "Amuleto de Avalor" que es un objeto místico y mágico que concede a su portador un poder mágico distinto cada vez que realiza acciones buenas, como por ejemplo hablar con animales, pero cuando realiza malas acciones sucede algo malo; se puede ver que este amuleto tiene por decirlo de algún modo todos los poderes de las gemas del infinito, pero está limitado únicamente con base en las acciones del usuario.
- En la película Absolutamente todo, el protagonista Neil Clarke (Simon Pegg) obtiene poderes que le permiten hacer cualquier cosa que el quiera, dando a entender que tiene todos los poderes de las gemas del infinito juntas en él mismo con tan solo decir lo que quería y mover la mano, estos poderes fueron otorgados por el poder galáctico que buscaba saber si los humanos eran dignos de entrar en el consejo o no, utilizándolo a modo de prueba, donde le entregan el poder a un ser consciente en su mundo y después lo evalúan si hacia lo correcto o no, donde si aprobaba su mundo estaría a salvo en el consejo sino sería destruido, Neil después de ver que no podía hacer nada bien con sus habilidades le da el poder a su perro Dennis y esté pide que se destruya el origen del poder antes de que la tierra fuera destruida por el consejo sin saberlo.

### Curiosidades
En Avengers Assemble
- La gema del alma nunca fue mencionada ni incluida en Avengers Assemble durante la segunda temporada.
- Los colores de las demás gemas que si aparecieron son originales a los cómics.
- Estas gemas aparecen con forma perfecta y del mismo tamaño, mientras que en el Universo cinematográfico de Marvel tienen forma irregular y varían de tamaño.
- Red Skull se recupera totalmente del estado de demencia senil que tuvo en la segunda temporada, cuando la gema del tiempo se sale de control por parte de Tony Stark.
- Estas gemas al estar cerca pueden manipular al usuario más cercano de que se utilicen para sus oscuros y nefastos propósitos (como si tuvieran mente propia), convertirse en amos del universo, esto le pasó a Black Widow en el capítulo «Widow's Run» al evitar que cayeran en manos de la ambiciones de Iron Man, Heimdall, los Guardianes de la Galaxia, de Dormammu y de ella misma.
- La única forma de vencer a Thanos fue utilizando a arsenal (un robot que absorbe energía, creado por Howard Stark) para que detenga las gemas, pero es poseído por Ultron que drena todo el poder de las gemas del infinito para sus propios planes, después es detenido en posteriores capítulos.
- Esta versión de Thanos nunca busca las gemas para acabar con la mitad de la vida del universo, sino que quería hacerse de ellas para apoderarse del universo.

En Guardianes de la Galaxia
- No se mencionan en toda la serie sino en su lugar hay un objeto llamado "la semilla cósmica".
- De manera indirecta se muestra la gema del alma que está en la frente de Adam Warlock pero nadie dice que es la verdadera gema, pero sí muestra las mismas situaciones que en los cómics.

En What If...?
- Se descubren que las variantes de las gemas si pueden funcionar en otras realidades y que otras gemas se pueden detener entre sí con sus mismos poderes.
- La gema del espacio aparece en el teseracto en la realidad de la Capitana Carter.
- La gema del poder se usa como distracción para el coleccionista en el universo de T'Challa/Star lord.
- La gema del tiempo aparece en la realidad de Doctor Strange supremo pero las demás su paradero es desconocido.
- En la realidad zombi, Visión se quita la gema de la mente para que Spiderman, Black Panther y Scott (solo su cabeza) busquen hacer una cura a la pandemia de los muertos vivientes, pero Thanos Zombie tiene su guantelete con las demás gemas solo faltandole una.
- En la realidad de donde Ultron obtiene las gemas, las usa para acabar con la vida de su universo y crear Ultroides, además descubre la existencia de Uatu y del multiverso planeando destruirlo todo.
- La variante de Gamora, al intentar usar la trituradora del infinito usando la gema del alma como fuente de energía para destruir las gemas del universo de Ultron, se dan cuenta los guardianes del multiverso de que no pueden hacerlo ya que esas gemas no son originarias de las del universo de Gamora.